# Tomasz Kotlarz
Tomasz Kotlarz (także Kotlorz; ur. 4 grudnia 1883 w Bogucicach, zm. 20 listopada 1949 w Katowicach) – górnik, powstaniec śląski, więzień obozów koncentracyjnych.

## Życiorys
Był synem Pawła Kotlarza i Walerii z domu Drozdz. W latach 1889–1897 uczęszczał do szkoły ludowej. Należał do Towarzystwa Śpiewaczego „Lira” w Katowicach. 25 maja 1909 roku wziął ślub w kościele w Bogucicach z siostrą Pawła Kempki – Anną. W roku 1911 wstąpił do Towarzystwa Gimnastycznego „Sokół” w Bogucicach. Następnie pracował jako górnik. W czasie I wojny światowej służył w niemieckim wojsku. Na prośbę kopalni „Ferdinand” (późn. „Katowice”) został z niej zwolniony. W 1918 roku współorganizował Polską Organizację Wojskową w powiecie katowickim. W czasie powstań śląskich był dowódcą kompanii w stopniu komendanta. Od 1922 roku należał do Związku Obrony Kresów Zachodnich. W 1930 roku był jednym z inicjatorów budowy pomnika poświęconego pamięci poległych powstańców śląskich w Bogucicach. W 1930 roku wystąpił ze Związku Powstańców Śląskich, prawdopodobnie w geście protestu przeciwko osadzeniu w twierdzy brzeskiej Wojciecha Korfantego. Od 1933 roku był członkiem Związku Peowiaków.
8 sierpnia 1940 roku został aresztowany i wywieziony do obozu koncentracyjnego w Gusen. Przez pewien czas przebywał również w obozie koncentracyjnym w Dachau. Po trwającym 3,5 roku uwięzieniu został zwolniony z obozu i jako robotnik przymusowy pracował na budowie. Po II wojnie światowej był nadgórnikiem. Należał do Polskiego Związku Zachodniego. 
Zmarł 20 listopada 1949 roku w Katowicach-Bogucicach. Przyczyną śmierci był rak wątroby.

## Życie prywatne
Wraz ze swoją małżonką Anną miał dziewięcioro dzieci: Szczepana, Jadwigę, Marię, Jana, Klarę, Zofię, Józefa, Franciszka i Antoniego.

## Odznaczenia
- Gwiazda Górnośląska[2]
- Krzyż Walecznych[2]
- Krzyż Niepodległości[2]
- Srebrny Krzyż Zasługi[2]

## Upamiętnienie
Ulica Tomasza Kotlarza w Katowicach, na terenie dzielnicy Wełnowiec-Józefowiec.